# Виноградов, Егор Игоревич
Егор Игоревич Виноградов (род. 17 апреля 2003, Нижний Новгород) — российский хоккеист, нападающий. Мастер спорта России (2024).

## Биография
Воспитанник нижегородского «Торпедо». В сезоне 2021/22 играл за команду МХЛ «Чайка», в феврале провёл два матча в КХЛ за «Торпедо». В следующем сезоне сыграл за «Торпедо» 63 матча, провёл три игры в ВХЛ за «Дизель». Вместе с «Чайкой» стал обладателем Кубка Харламова; стал единственным игроком в истории плей-офф МХЛ, сделавшим два хет-трика в финале, забил «золотой» гол в овертайме шестой игры. В сезоне 2023/24 провёл за «Торпедо» 40 игр, выступал в ВХЛ за фарм-клубы «Дизель» (три матча) и АКМ (13 матчей). В сезоне 2024/25 помимо «Торпедо» игрок фарм-клуба в ВХЛ «Торпедо-Горький».